# 泰州王氏住宅
王氏住宅位于江苏省泰州市海陵区钟楼巷西端、大林桥海陵南路568号副1-2号，存明代厅堂各一，原为东西并列，其中西侧厅屋晚清时归曾任两广盐运使的王德昌（字梧园，1835-1909）所有，面阔三间、前带卷棚，采用抬梁式结构，其木梁为泰州明代民居中直径最大者，2002年被非法拆除，2010年-2011年由泰州市海陵区政府出资300余万、利用部分原有建筑构件改在堂屋南侧重建，现状空置。东侧堂屋面阔亦为三间，为穿斗式结构，曾归卢姓人家所有，现仍为民居。